# Tessel Middag
Tessel Middag (Amsterdam, 23 dicembre 1992) è una calciatrice olandese, centrocampista delle Rangers.
Ha iniziato la carriera giocando nel campionato olandese femminile di calcio e in BeNe League, una stagione con l'ADO Den Haag e le seguenti quattro con l'Ajax, per trasferirsi, dal 2015, in Inghilterra, giocando per il Manchester City e con il quale vince nel 2016 il titolo nazionale.
Dal 2012 con la nazionale olandese, con la maglia delle Orange ha giocato la fase finale del Mondiale di Canada 2015, prima volta dei Paesi Bassi a un campionato mondiale di categoria.

## Carriera

### Club
Dopo aver giocato con la formazione femminile dello Swift, Middag sottoscrive un contratto con l'ADO Den Haag giocando in Eredivisie per il campionato 2011-2012, siglando alla stagione di debutto 10 reti su 18 incontri e contribuendo alla vittoria della squadra in campionato e Coppa.
Durante il calciomercato estivo 2012 decide di trasferirsi all'Ajax, sodalizio che durerà per quattro stagioni e che le farà vincere la seconda Coppa in carriera nel 2014. Mittag decide di lasciare la società a fine campionato 2015-2016, con un tabellino personale di 94 incontri di campionato e 15 reti realizzate.
Il 3 giugno 2016 il Manchester City annuncia di aver sottoscritto in accordo con la giocatrice olandese. Mittag debutta nel campionato inglese il successivo 30 giugno, nell'incontro contro il Liverpool; partita dalla panchina, viene mandata in campo dal tecnico Nick Cushing al 61', dando il cambio a Toni Duggan, sul punteggio di 0-1 per le avversarie, contribuendo a cambiare le sorti dell'incontro favorendo la rete del pareggio di Jane Ross al 66' e sfiorando lei stessa la rete; la prestazione le valse la nomina di Player of the Match dal Supporter Club ufficiale della squadra. Parte titolare nell'incontro del successivo 2 luglio giocata contro l'Aston Villa fuori casa, dove segna anche la sua prima rete del campionato, quella siglata al 33' per il parziale 4-0, incontro poi terminato 8-0 per le Blues.
Durante il calciomercato estivo 2018 viene dato annuncio del suo trasferimento dal Manchester City al West Ham iscritto alla stagione inaugurale della rinnovata FA Women's Super League, dove arriva con la scozzese Jane Ross.
Dopo quattro anni in Inghilterra cambia nazione nell'estate 2020, andando a giocare in Italia, alla Fiorentina. Il 17 gennaio 2021 sigla il suo primo goal in maglia viola nella partita contro il San Marino Academy che terminerà 3-1 in favore delle toscane.

## Palmarès

### Club
- Campionato olandese: 1

ADO Den Haag: 2011-2012
- Coppa dei Paesi Bassi femminile: 3

ADO Den Haag: 2011-2012
Ajax: 2013-2014
- Campionato inglese: 1

Manchester City: 2016